# Лілует (річка)
Річка Лілует — велика річка південного узбережжя Британської Колумбії. Вона починається в озері Сілт, на південному краю льодовика Лілует-Краун, приблизно 80 км на північний захід від Пембертона та приблизно 85 км на північний захід від Вістлера. ЇЇ верхня долина має довжину близько 95 км, далі впадає в озеро Лілует приблизно нижче за течією 15 км від Пембертона на східній околиці резервації Маунт-Керрі гілки Ліл'ват народу С'ат'імк. Орієнтовно 40 км вверх за течією від Пембертона, до озера Лілует, плоска низина річки утворила так званий сільськогосподарський регіон Долина Пембертон.
Далі річка знову утворює незалежний потік з озера Лілует на північ від місцевої громади та міста-привида Скукумчук Хот-Спрінгс, яке мовою ст'ат'імцетів називається Скатін. Нижня частина річки Лілует, від озера Лілует до озера Гаррісон, простягається приблизно на  55 км. Головними притоками є Мігер-Крік, річка Раян, річка Грін та річка Біркенхед. Нижче озера Гаррісон річка вже має назву річка Гаррісон, яка впадає у річку Фрейзер біля громади корінних народів у Чехалісі.
Нижня течія річки Лілует і озеро Лілует були частиною тимчасового головного шляху між узбережжям і внутрішніми районами за часів золотої лихоманки каньйону Фрейзер.

## «Інша» річка Лілует
До 1910-х років Лілует також називали річку яка зараз називається  Алуетт у Мейпл-Рідж,  районі, що утворився на його південній гілці, став відомий як Південний Лілует. Щоб уникнути плутанини, новому місцевої голові пошти було запропоновано придумати назву і він обрав Йеннадон на честь його сімейної садиби в Девонширських маврах.  Назва річки була офіційно змінена 31 березня 1915 року на «Alouette», обрану через її схожість звучання з попередньою назвою (Лілует). 

## Геологія
Річка Лілует була перегороджена брекчією внаслідок виверження плініанського типу у межах гірського масиву Маунт-Мігер 2400 років тому. Брекчія, яка перекривала течію річку Лілует, була не дуже міцною, і незабаром вода розмила її, утворивши водоспад Кейхол. 